# Amanda Anisimova
Amanda Kay Victoria Anisimova (* 31. August 2001 in Freehold Township, New Jersey) ist eine US-amerikanische Tennisspielerin.

## Karriere
Anisimova, deren Eltern 1998 aus Russland in die USA ausgewandert waren, begann im Alter von drei Jahren mit dem Tennisspielen. Bereits als Juniorin machte sie auf sich aufmerksam. So gewann sie 2015 das renommierte Juniorenturnier Abierto Juvenil Mexicano; 2016 stand sie im Finale des Juniorinnenturniers der French Open und unterlag dort Rebeka Masarova. Anschließend erreichte sie mit Platz zwei ihre höchste Position in der Junioren-Tennisweltrangliste. 2017 triumphierte sie bei den Porto Alegre Junior Championships sowie bei den Juniorinnen am US Open: Sie blieb im gesamten Turnierverlauf ohne Satzverlust und setzte sich im Endspiel gegen Cori Gauff durch.
Aufgrund ihres großen Talents durfte Anisimova 2016 bereits mit einer Wildcard in der Qualifikation der US Open bei den Damen an den Start gehen und schied in der zweiten Runde aus. 2017 debütierte sie zunächst auf der ITF Women’s World Tennis Tour und erreichte beim $25.000-Turnier in Curitiba auf Anhieb als Qualifikantin das Finale, in dem sie sich Anastassija Potapowa geschlagen geben musste. In Miami gab sie daraufhin, ebenfalls mit einer Wildcard ausgestattet, ihren Einstand auf der WTA Tour, verlor jedoch zum Auftakt gegen Taylor Townsend. Zurück auf der ITF-Tour, stand sie im Anschluss bei einem Turnier der $80.000-Kategorie in Indian Harbour sowie die Woche darauf beim $60.000-Turnier in Dothan im Finale, blieb aber jeweils ohne Titel. Bei den French Open 2017 erhielt Anisimova dann erstmals eine Wildcard für die Hauptrunde eines Grand-Slam-Turniers, bei der sie zum Auftakt an Kurumi Nara scheiterte. Auf Hartplatz gewann sie im Anschluss in Sacramento bei einem ITF-Turnier der $60.000-Kategorie ihren ersten Profititel, wobei sie vom Rückzug ihrer Finalgegnerin Ajla Tomljanović profitierte.
2018 erreichte Anisimova beim WTA Challenger in Indian Wells zunächst das Halbfinale, in dem sie sich Sara Errani geschlagen geben musste, bevor sie beim anschließend ebenfalls in Indian Wells ausgetragenen Premier Mandatory-Turnier nach Siegen gegen Anastassija Pawljutschenkowa sowie die Top-10-Spielerin Petra Kvitová bis in die vierte Runde vorrückte, in der sie Karolína Plíšková unterlag. Nach dem Einzug ins Achtelfinale von Cincinnati, in dem sie gegen Elina Switolina ausschied, erzielte Anisimova in Hiroshima als Qualifikantin ihr erstes Finale auf der WTA Tour, das sie jedoch gegen Hsieh Su-wei verlor. Dennoch wurde sie am Ende der Saison 2018 erstmals unter den Top 100 der Tennisweltrangliste geführt.
Zum Auftakt der Saison 2019 kam Anisimova bei den Australian Open nach einem Erfolg über Aryna Sabalenka erstmals in die vierte Runde eines Grand-Slam-Turniers, bevor sie von Petra Kvitová gestoppt wurde. In Bogotá gelang ihr im Anschluss ihr erster WTA-Titel; im Finale schlug sie dort Astra Sharma in drei Sätzen. Ihren bislang größten Karriereerfolg konnte sie dann bei den French Open verbuchen, bei denen sie als erste im neuen Jahrtausend geborene Spielerin ins Halbfinale eines Grand-Slam-Turniers einzog und dabei im Viertelfinale unter anderem die Titelverteidigerin Simona Halep ausschaltete. In der Runde der letzten vier musste sie sich dann der späteren Siegerin Ashleigh Barty geschlagen geben. Nach dem plötzlichen Tod ihres Vaters und Trainers Konstantin im August 2019 sagte sie ihre Teilnahme an den US Open 2019 ab. Am Ende der Saison erzielte sie mit Platz 21 ihre bisher höchste Weltranglistenposition.
Das Jahr 2020 begann Anisimova mit einem Halbfinaleinzug in Auckland sowie dem Erreichen des Achtelfinals in Doha, wo sie gegen Elina Switolina ihren dritten Sieg gegen eine Top-10-Spielerin landen konnte, bevor die Saison coronabedingt abgebrochen wurde.
2017 gewann sie zusammen mit Whitney Osuigwe und Caty McNally für die Fed-Cup-Mannschaft der Vereinigten Staaten den Junioren-Fed-Cup. Im Endspiel schlugen sie das Team aus Japan mit 2:0. Anisimova selbst kam im Endspiel krankheitsbedingt jedoch nicht zum Einsatz.
Im Mai 2023 gab Anisimova bekannt, dass sie auf unbestimmte Zeit, aufgrund von mentalen Problemen und Burn-out, eine Pause vom Turniertennis machen werde. Am 1. Januar 2024 kehrte sie mit einem 7:5- und 6:4-Erfolg gegen Anastassija Pawljutschenkowa beim ASB Classic zurück auf die Tour. 2025 besiegte sie Jeļena Ostapenko im Finale der Qatar Open.
Bei den All England Championships in Wimbledon 2025 erreichte sie nach einem Halbfinalsieg gegen die Nummer 1 der Welt, Aryna Sabalenka, das Finale gegen Iga Swiatek. Dort unterlag sie 0:6 und 0:6; das war in einem Finale in Wimbledon zuletzt 1911 passiert.

## Turniersiege

### Einzel
| Nr. | Datum            | Turnier    | Kategorie         | Belag     | Finalgegnerin           | Ergebnis      |
| --- | ---------------- | ---------- | ----------------- | --------- | ----------------------- | ------------- |
| 1.  | 30. Juli 2017    | Sacramento | ITF $60.000       | Hartplatz | Ajla Tomljanović        | kampflos      |
| 2.  | 14. April 2019   | Bogotá     | WTA International | Sand      | Astra Sharma            | 4:6, 6:4, 6:1 |
| 3.  | 9. Januar 2022   | Melbourne  | WTA 250           | Hartplatz | Aljaksandra Sasnowitsch | 7:5, 1:6, 6:4 |
| 4.  | 15. Februar 2025 | Doha       | WTA 1000          | Hartplatz | Jeļena Ostapenko        | 6:4, 6:3      |

## Abschneiden bei großen Turnieren

### Dameneinzel
Die letzte Aktualisierung erfolgte nach dem WTA-Turnier in Berlin 2025.
| Turnier                      | 2016      | 2017      | 2018      | 2019      | 2020              | 2021              | 2022              | 2023              | 2024      | 2025      | T / T       | S/N         | Sieg%       |
| ---------------------------- | --------- | --------- | --------- | --------- | ----------------- | ----------------- | ----------------- | ----------------- | --------- | --------- | ----------- | ----------- | ----------- |
| Australian Open              | –         | –         | –         | AF        | 1                 | –                 | AF                | 1                 | AF        | 2         | 0 / 6       | 10:6        | 63 %        |
| French Open                  | –         | 1         | –         | HF        | 3                 | 1                 | AF                | –                 | 2         | AF        | 0 / 7       | 14:7        | 67 %        |
| Wimbledon                    | –         | –         | –         | 2         | n. a.             | 1                 | VF                | –                 | Q3        | F         | 0 / 4       | 5:3         | 63 %        |
| US Open                      | Q2        | Q1        | 1         | –         | 3                 | 2                 | 1                 | –                 | 1         |           | 0 / 5       | 3:5         | 38 %        |
| Doha                         | –         | a. K.     | –         | a. K.     | AF                | a. K.             | 2                 | a. K.             | –         | S         | 1 / 3       | 9:1         | 90 %        |
| Dubai                        | a. K.     | –         | a. K.     | –         | a. K.             | 2                 | a. K.             | 2                 | –         | 1         | 0 / 3       | 2:3         | 40 %        |
| Indian Wells                 | –         | –         | AF        | 2         | n. a.             | 3                 | 2                 | 2                 | –         | 2         | 0 / 6       | 7:6         | 54 %        |
| Miami                        | –         | 1         | 2         | 2         | n. a.             | 3                 | 1                 | 1                 | –         | AF        | 0 / 7       | 5:6         | 45 %        |
| Madrid                       | –         | –         | AF        | Q1        | n. a.             | 1                 | VF                | 1                 | 1         | 2         | 0 / 6       | 4:6         | 40 %        |
| Rom                          | –         | –         | –         | 2         | 2                 | 2                 | VF                | –                 | 1         | 2         | 0 / 6       | 6:6         | 50 %        |
| Kanada                       | –         | –         | –         | –         | n. a.             | AF                | 2                 | –                 | F         |           | 0 / 3       | 8:3         | 73 %        |
| Cincinnati                   | –         | –         | AF        | –         | 2                 | –                 | 2                 | –                 | –         |           | 0 / 3       | 4:2         | 67 %        |
| Peking                       | –         | –         | Q1        | 1         | nicht ausgetragen | nicht ausgetragen | nicht ausgetragen | –                 | AF        |           | 0 / 2       | 2:2         | 50 %        |
| Wuhan                        | –         | –         | Q1        | 2         | nicht ausgetragen | nicht ausgetragen | nicht ausgetragen | nicht ausgetragen | 2         |           | 0 / 2       | 2:1         | 67 %        |
| Statistik                    | Statistik | Statistik | Statistik | Statistik | Statistik         | Statistik         | Statistik         | Statistik         | Statistik | Statistik | S/N         | S/N         | Sieg%       |
| Turnierteilnahmen            | 1         | 14        | 10        | 15        | 10                | 17                | 16                | 7                 | 14        | 14        | Gesamt: 118 | Gesamt: 118 | Gesamt: 118 |
| Erreichte Finals             | 0         | 4         | 1         | 1         | 0                 | 0                 | 1                 | 0                 | 1         | 2         | Gesamt: 10  | Gesamt: 10  | Gesamt: 10  |
| Gewonnene Titel              | 0         | 1         | 0         | 1         | 0                 | 0                 | 1                 | 0                 | 0         | 1         | Gesamt: 4   | Gesamt: 4   | Gesamt: 4   |
| Hartplatz-Siege/-Niederlagen | 1:1       | 12:9      | 24:9      | 9:8       | 8:6               | 12:8              | 14:8              | 3:7               | 17:7      | 11:5      | 111:68      | 111:68      | 62 %        |
| Sand-Siege/-Niederlagen      | 0:0       | 14:4      | 0:0       | 12:5      | 3:3               | 4:5               | 13:4              | 0:1               | 2:4       | 8:5       | 56:31       | 56:31       | 64 %        |
| Rasen-Siege/-Niederlagen     | 0:0       | 0:0       | 0:0       | 3:2       | 0:0               | 2:3               | 6:2               | 0:0               | 2:2       | 6:2       | 19:11       | 19:11       | 63 %        |
| Gesamt-Siege/-Niederlagen    | 1:1       | 26:13     | 24:9      | 24:15     | 11:9              | 18:16             | 33:14             | 3:8               | 21:13     | 25:12     | 186:110     | 186:110     | 63 %        |
| Sieg%                        | 50 %      | 67 %      | 73 %      | 62 %      | 55 %              | 53 %              | 70 %              | 27 %              | 62 %      | 68 %      | Gesamt:     | Gesamt:     | 63 %        |
| Jahresendposition            | 764       | 192       | 95        | 24        | 30                | 78                | 23                | 359               | 36        |           | N/A         | N/A         | N/A         |

Zeichenerklärung: S = Turniersieg; F, HF, VF, AF = Einzug ins Finale / Halbfinale / Viertelfinale / Achtelfinale; 1, 2, 3 = Ausscheiden in der 1. / 2. / 3. Hauptrunde; RR = Round Robin (Gruppenphase); n. a. = nicht ausgetragen; a. K. = andere Kategorie; PO (Play-off) = Auf- und Abstiegsrunde im Billie Jean King Cup; K1, K2, K3 = Teilnahme in der Kontinentalgruppe I, II, III im Billie Jean King Cup.
Anmerkung: Diese Statistik berücksichtigt alle Ergebnisse im Einzel bei ITF- und WTA-Turnieren. Als Quelle dient die WTA-Seite der Spielerin. Dargestellt sind nur WTA-Turniere der Kategorien Premier Mandatory und Premier 5 (2009–2020) bzw. die WTA-Turniere der Kategorie 1000 (seit 2021).

### Damendoppel
| Turnier         | 2017 | 2018 | 2019 | 2020 | 2021 | Karriere |
| --------------- | ---- | ---- | ---- | ---- | ---- | -------- |
| Australian Open | —    | —    | 1    | —    | —    | 1        |
| French Open     | —    | —    | 2    | —    | 2    | 2        |
| Wimbledon       | —    | —    | —    |      | —    | —        |
| US Open         | 1    | —    | —    | —    | —    | 1        |

### Mixed
| Turnier         | 2017 | 2018 | 2019 | 2020 | Karriere |
| --------------- | ---- | ---- | ---- | ---- | -------- |
| Australian Open | —    | —    | —    | AF   | AF       |
| French Open     | —    | —    | —    |      | —        |
| Wimbledon       | —    | —    | —    |      | —        |
| US Open         | 1    | 1    | —    |      | 1        |

### Juniorinneneinzel
| Turnier         | 2015 | 2016 | 2017 | Karriere |
| --------------- | ---- | ---- | ---- | -------- |
| Australian Open | —    | —    | —    | —        |
| French Open     | —    | F    | VF   | F        |
| Wimbledon       | —    | AF   | —    | AF       |
| US Open         | 1    | AF   | S    | S        |

### Juniorinnendoppel
| Turnier         | 2015 | 2016 | Karriere |
| --------------- | ---- | ---- | -------- |
| Australian Open | —    | —    | —        |
| French Open     | —    | AF   | AF       |
| Wimbledon       | —    | VF   | VF       |
| US Open         | 1    | 1    | 1        |